# Mamadú Iaia Djaló
Mamadú Iaia Djaló (* 1962 in Madina do Boé, Guinea-Bissau; † 20. Dezember 2021 in Dakar, Senegal) war ein guinea-bissauischer Politiker.
Djaló studierte in Kano und arbeitete anschließend für UNICEF für 15 Jahre für verschiedene Projekte.
Er war Mitbegründer und Parteichef der Partida Nova Democracia (PND). 2000/2001 war er Außenminister der Republik Guinea-Bissau. Daneben hatte er weitere wichtige Ämter vorzuweisen, so war er als Diplomat tätig, war Vizepräsident des nationalen Parlaments von Guinea-Bissau und Direktor des nationalen Instituts für Soziale Sicherheit. 2014 wurde er in den Staatsrat von Präsident José Mário Vaz berufen. 2019 kandidierte er erfolglos für das Amt des Staatspräsidenten von Guinea-Bissau.
Unter Premierminister Aristides Gomes war er von 2018 bis 2019 Minister für Handel und Industrie, seit 2019 bis zu seinem Tod Minister Justiz und Menschenrechte.
Djaló befand sich in Lomé, als er nach Dakar überstellt wurde, wo er unerwartet am 20. Dezember 2021 starb.